# Singhiella ficifolii
Singhiella ficifolii là một loài côn trùng cánh nửa trong họ Aleyrodidae, phân họ Aleyrodinae.
Singhiella ficifolii được Takahashi miêu tả khoa học đầu tiên năm 1942.